# Svіslatj, Minsk voblast
Svislatj (belarusiska: Свіслач, ryska: Свислочь) är en köping i Belarus.   Den ligger i voblasten Minsks voblast, i den centrala delen av landet, 40 km sydost om huvudstaden Horad Mіnsk. Svislatj ligger 175 meter över havet och antalet invånare är 3 921.

## Natur
Terrängen runt Svislatj är mycket platt. Närmaste större samhälle är Druzjny, 2,4 km sydväst om Svislatj.